# Championnat du Koweït de football 1985-1986
Navigation
Saison précédente Saison suivante
La saison 1985-1986 du Championnat du Koweït de football est la vingt-cinquième édition du championnat de première division au Koweït. La Premier League regroupe les sept meilleurs clubs du pays au sein d'une poule unique où ils s'affrontent deux fois au cours de la saison, à domicile et à l'extérieur. À la fin de la compétition, il n'y a pas de relégation et le champion de deuxième division est promu parmi l'élite pour faire passer le championnat à 8 équipes.
C'est le Kazma Sporting Club qui remporte le championnat en terminant en tête du classement final, avec deux points d'avance sur Qadsia Sporting Club et sept sur le quadruple tenant du titre, Al Arabi Koweit. C'est le tout premier titre de champion du Koweït de l'histoire du club, qui manque le doublé en s'inclinant en finale de la Coupe du Koweït face à Al Fehayheel.

## Les clubs participants
| - Al Arabi Koweït - Al-Salmiya SC - Kazma Sporting Club - Al Kuwait Kaifan - Qadsia Sporting Club - Al Fehayheel - Al Yarmouk |

## Compétition

### Classement
Le barème utilisé pour établir le classement est le suivant :
- Victoire : 2 points
- Match nul : 1 point
- Défaite : 0 point

| Rang | Équipe               | Pts | J  | G | N | P | Bp | Bc | Diff |
| ---- | -------------------- | --- | -- | - | - | - | -- | -- | ---- |
| 1    | Kazma Sporting Club  | 26  | 12 | 8 | 2 | 2 | 21 | 8  | +13  |
| 2    | Qadsia Sporting Club | 24  | 12 | 7 | 3 | 2 | 20 | 10 | +10  |
| 3    | Al Arabi Koweït T    | 19  | 12 | 5 | 4 | 3 | 11 | 10 | +1   |
| 4    | Al Kuwait Kaifan     | 16  | 12 | 4 | 4 | 4 | 16 | 17 | -1   |
| 5    | Al Fehayheel C       | 14  | 12 | 4 | 2 | 6 | 13 | 15 | -2   |
| 6    | Al-Salmiya SC        | 11  | 12 | 2 | 5 | 5 | 7  | 14 | -7   |
| 7    | Al Yarmouk           | 5   | 12 | 1 | 2 | 9 | 10 | 24 | -14  |

|  | Qualification pour la Coupe des clubs champions du golfe Persique 1987 |
|  | T : Tenant du titre C : Vainqueur de la Coupe du Koweït                |

## Bilan de la saison
| Championnat du Koweït de football 1985-1986      |                                 |
| Champion                                         | Kazma Sporting Club (1er titre) |
| Coupes et trophées                               |                                 |
| Vainqueur de la Coupe du Koweït 1985-1986        | Al Fehayheel                    |
| Qualifications continentales                     |                                 |
| Coupe des clubs champions du golfe Persique 1987 | Kazma Sporting Club             |
| Promotions et relégations                        |                                 |
| Promus en Premier League                         | Al Tadamon Farwaniya            |
| Relégués en First Division                       | Aucun                           |